# Agence nationale pour la valorisation des ressources en hydrocarbures
Ne doit pas être confondu avec Autorité de régulation des hydrocarbures.
L'Agence nationale pour la valorisation des ressources en hydrocarbures (ALNAFT) (en arabe : الوكالة الوطنية لتثمين موارد المحروقات - النفط) est un organisme algérien créée en 2005 et attachée au ministère de l’Énergie et des Mines, qui à pour mission de promouvoir les investissements dans la recherche et l'exploitation des hydrocarbures algériens, et de délivrer les autorisations de prospection.

## Historique
En décembre 2016, à la suite de la décision de l'OPEP de réduire la production mondiale de pétrole, l'agence est chargée par le ministère algérien de l’Énergie de gérer la réduction de la production de pétrole du pays.
Le 23 mars 2017, Noureddine Boutarfa, le ministre de l'Énergie algérien, limoge le président de l'Alnaft, Sid-Ali Betata. Ce dernier était le président de l'agence depuis sa création en 2005. Il est remplacé par Hocini Arezki qui prend le poste de président par intérim du comité de direction de l'Alnaft. Le 23 avril 2020, Nourredine Daoudi succède à Arezki Hocini avant de quitter son poste le 4 juin 2023. Après l'intérim exercé par Azzedine Taiar, le nouveau président, Mourad Beldjehem, prend ses fonctions le 13 août 2023.

## Présidents
| Identité              | Période       | Période       | Durée                       |
| Identité              | Début         | Fin           | Durée                       |
| --------------------- | ------------- | ------------- | --------------------------- |
| Sid Ali Betata (d)    | 28 avril 2005 | 23 mars 2017  | 11 ans, 10 mois et 23 jours |
| Hocini Arezki (d)     | 23 mars 2017  | 23 avril 2020 | 3 ans et 1 mois             |
| Nourredine Daoudi (d) | 23 avril 2020 | 4 juin 2023   | 3 ans, 1 mois et 12 jours   |
| Mourad Beldjehem (d), | 13 août 2023  | 29 juin 2025  | 1 an, 10 mois et 16 jours   |

Le 29 juin 2025, Samir Bekhti remplace Mourad Beldjehem.